# Sistemul Westminster

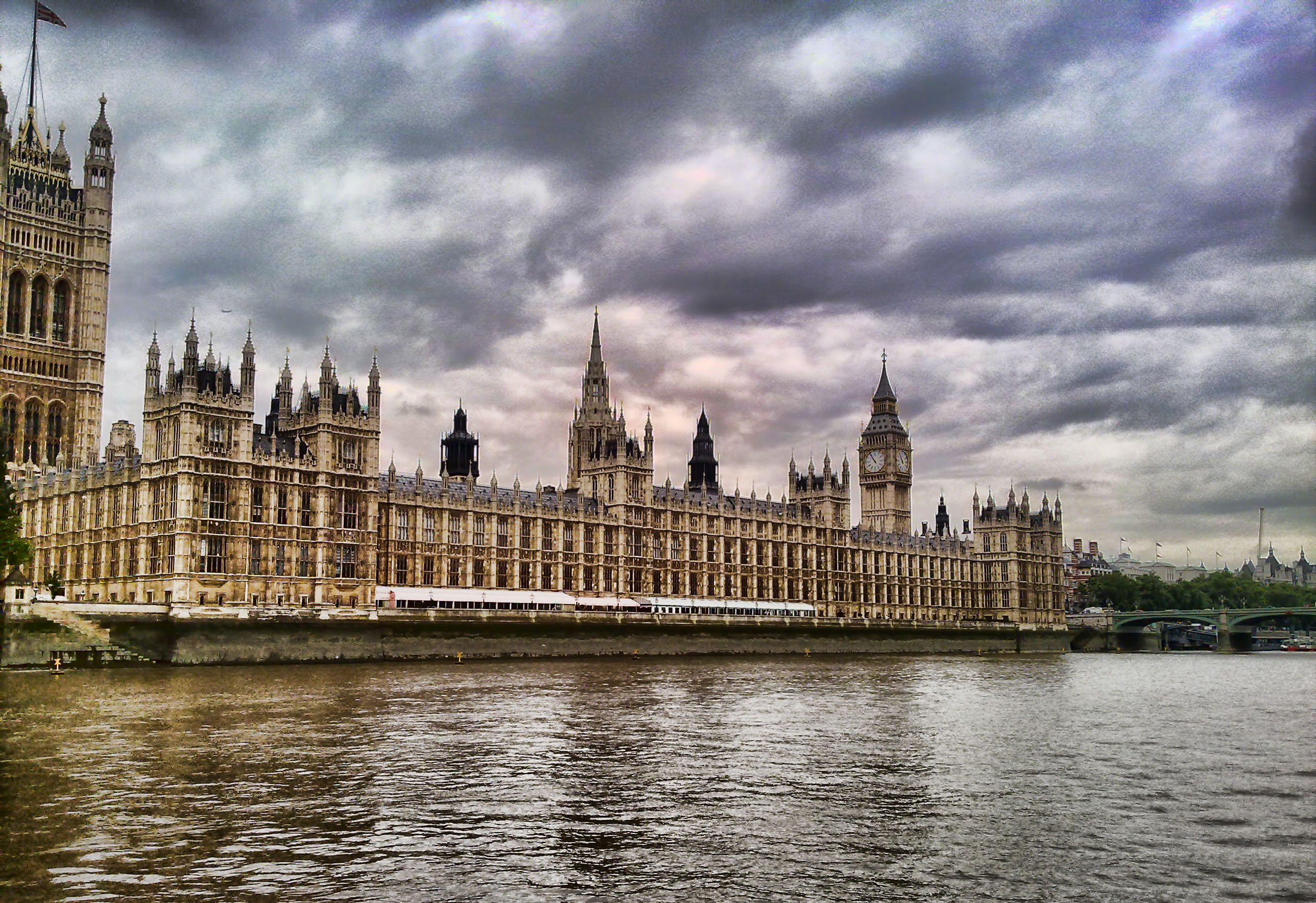
Sediul Parlamentului Regatului Unit (în engleză, The Houses of Parliament) se găsește în clădirea Palatului Westminster din Londra.

Sistemul Westminster, conform originalului din engleză, Westminster system, este un sistem parlamentar democratic al unui sistem de guvernare modelat după modelul politic al Regatului Unit al Marii Britanii și al Irlandei de Nord. Termenul provine de la numele palatului Westminster, sediul Parlamentului Regatului Unit.
Sistemul, care este destul de complex, constă dintr-o serie de proceduri pe care o legislatură operațională trebuie să le urmeze. Este utilizat sau a fost utilizat în cazul legislaturilor naționale și a celor sub-naționale din majoritatea țărilor din Comunitatea Națiunilor, precum și în națiuni care sunt actualmente ex-Commonwealth. Provinciilor britanice, care constituie Canada de azi, le-a fost acordat acest drept în 1848. De asemenea, acest drept a fost acordat pentru șase colonii, care costituie Australia de azi, între 1855 and 1890. 
Sistemul este de asemenea utilizat în țări care nu au avut vreo legătură directă sau indirectă cu Imperiul Britanic și cu Regatul Unit.

## Caracteristici esențiale
Elemente importante ale Sistemului Westminster cuprind următoarele aspecte:
- o entitate suverană ori un șef de stat;
- un șef de guvern (ori un șef executiv);
- o ramură executivă de facto a guvernului

## Modul de operare
Modul de operare al funcțiilor executive în cadrul Westminster System este complex. În esență, șeful statului, de cele mai multe ori un monarh sau un președinte, este o persoană ceremonială, care este teoretic, nominal sau de jure sursa puterii executive a sistemului. În realitate, această învestitură nu conferă puteri executive reale, chiar dacă autoritatea executivă este exercitată în numele său.

## Rolul șefului de stat
Șeful statului sau reprezentatul său special (guvernator general, conform governor-general) invită formal șeful guvernului ca să formeze guvernul (de asemenea numit administrație). În Regatul Unit, această invitație formală este cunoscută sub idiomul "sărutarea mâinilor" (în original, kissing hands). Although the dissolution of the legislature and the call for new elections is formally performed by the head of state, by convention the head of state acts according to the wishes of the head of government.
A president, monarch, or governor-general might possess clearly significant reserve powers. Examples of the use of such powers include the Australian constitutional crisis of 1975 and the Canadian King-Byng Affair in 1926. Either action is likely to bend or break existing conventions. The Lascelles Principles were an attempt to create a convention to cover similar situations, but have not been tested in practice. Because of differences in their written constitutions, the formal powers of monarchs, governors-general, and presidents vary greatly from one country to another. However, as sovereigns and governors-general are not elected, they are often shielded from any public disapproval stemming from unilateral or controversial use of their powers.

## Cabinet government
In The English Constitution, Walter Bagehot emphasised the divide of the constitution into two components, the Dignified (that part which is symbolic) and the Efficient (the way things actually work and get done), and called the Efficient "Cabinet Government". Although there have been many works since emphasising different aspects of the "Efficient", no one has seriously questioned Bagehot's premise that the divide exists in the Westminster system.

## Țări existente

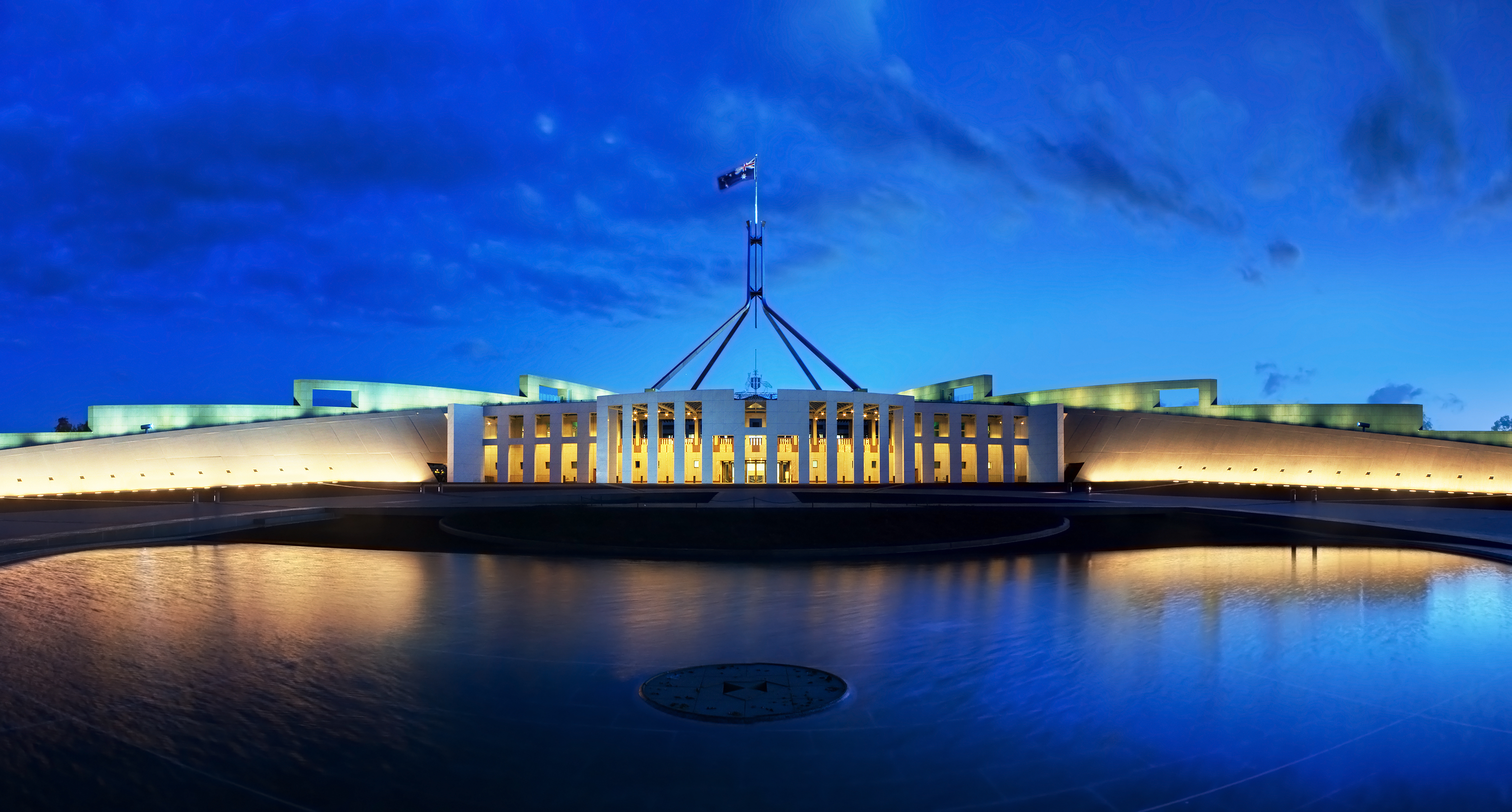
Parliament House, Canberra, Australia

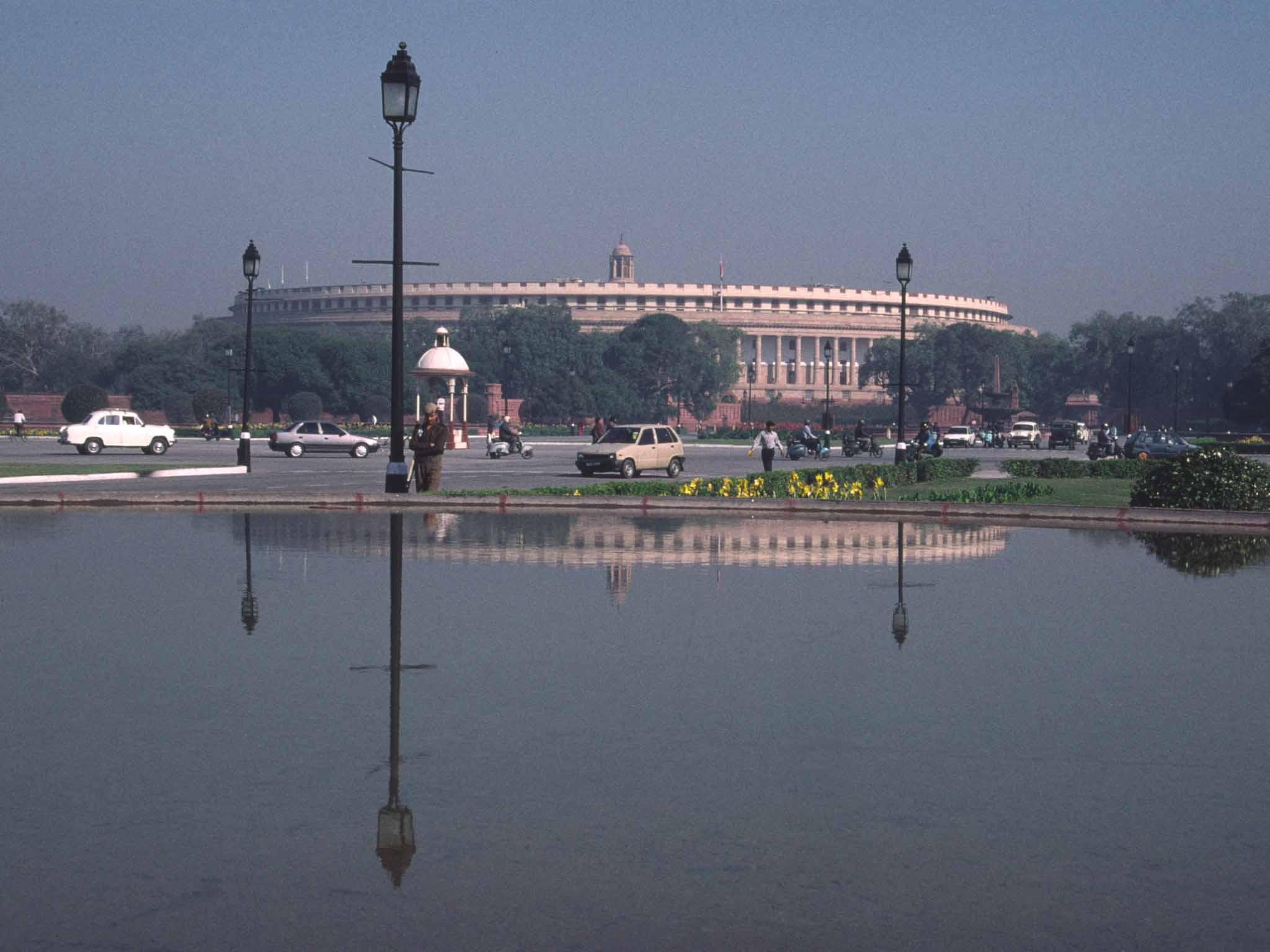
The Sansad Bhavan (Parliament House) building in New Delhi, India

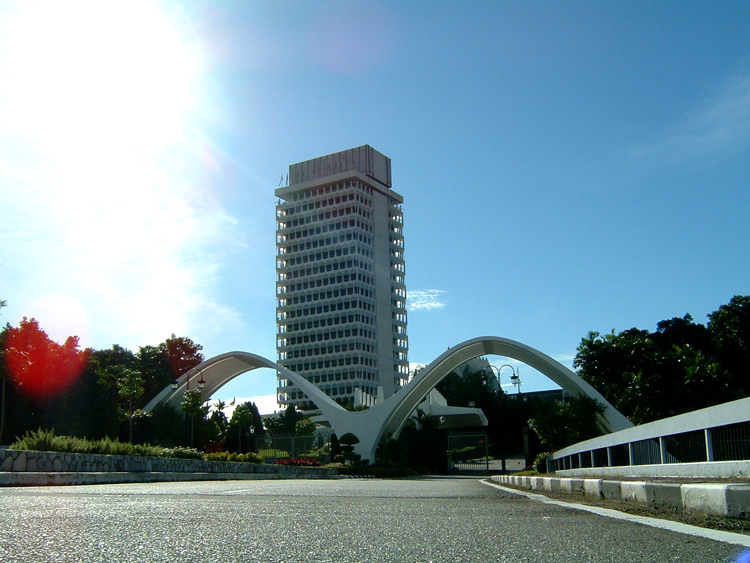
The Parliament building in Kuala Lumpur, Malaysia

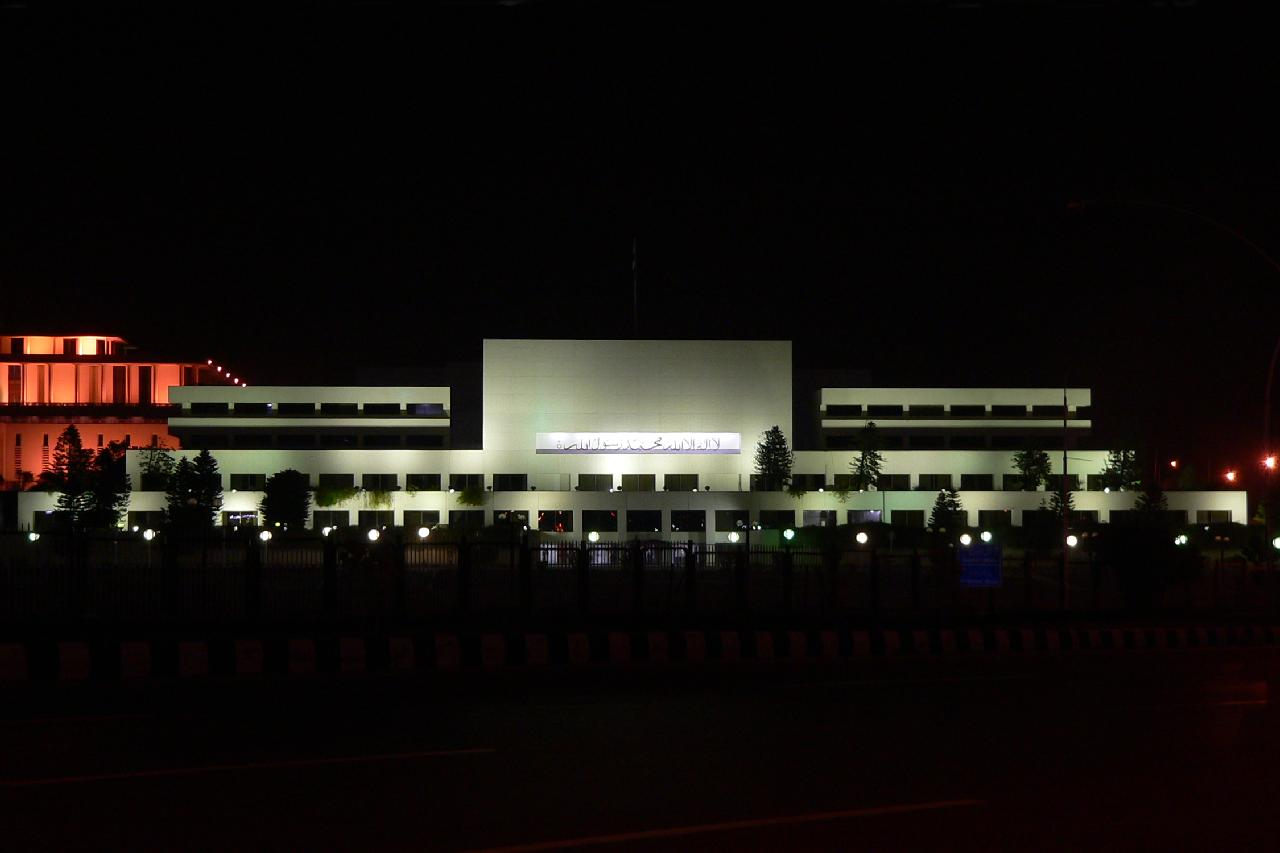
The Parliament House, Islamabad, Pakistan

Countries that use variations on the theme of the Westminster system include the following:
| Țară                             | Parlament                                       | Sistem de guvernare |
| -------------------------------- | ----------------------------------------------- | ------------------- |
| Antigua and Barbuda              | Parlament: Senate House of Representatives      | Monarhie            |
| Australia                        | Parliament: Senate House of Representatives     | Monarhie            |
| The Bahamas                      | Parliament: Senate House of Assembly            | Monarchy            |
| Bermuda                          | Parliament: Senate of Bermuda House of Assembly | Monarchy            |
| Bangladesh                       | Jatiyo Sangshad                                 | Republic            |
| Barbados                         | Parliament: Senate House of Assembly            | Monarchy            |
| Belize                           | National Assembly: Senate House of Assembly     | Monarchy            |
| Canada                           | Parliament of Canada: Senate House of Commons   | Monarchy            |
| Dominica                         | House of Assembly                               | Republic            |
| Grenada                          | Parliament: Senate House of Representatives     | Monarchy            |
| India                            | Parliament: Rajya Sabha Lok Sabha               | Republic            |
| Iraq                             | Council of Representatives                      | Republic            |
| Ireland                          | Oireachtas: Seanad Éireann Dáil Éireann         | Republic            |
| Israel                           | Knesset                                         | Republic            |
| Jamaica                          | Parliament: Senate House of Representatives     | Monarchy            |
| Malaysia                         | Parliament: Dewan Negara Dewan Rakyat           | Monarchy            |
| Malta                            | Parliament                                      | Republic            |
| Mauritius                        | National Assembly                               | Republic            |
| Nauru                            | Parliament                                      | Republic            |
| New Zealand                      | Parliament                                      | Monarchy            |
| Pakistan                         | Parliament: Senate National Assembly            | Republic            |
| Papua New Guinea                 | Parliament                                      | Monarchy            |
| Saint Kitts and Nevis            | National Assembly                               | Monarchy            |
| Saint Lucia                      | Parliament: Senate House of Assembly            | Monarchy            |
| Singapore                        | Parliament                                      | Republic            |
| Saint Vincent and the Grenadines | House of Assembly                               | Monarchy            |
| Solomon Islands                  | Parliament of the Solomon Islands               | Monarchy            |
| Swaziland                        | Parliament: Senate House of Assembly            | Monarchy            |
| Trinidad and Tobago              | Parliament: Senate House of Representatives     | Republic            |
| Tuvalu                           | Parliament                                      | Republic            |
| United Kingdom                   | Parliament: House of Lords House of Commons     | Monarchy            |
| Vanuatu                          | Parliament                                      | Republic            |

## Former țări
- The Union of South Africa between 1910 and 1961, and the Republic of South Africa between 1961 and 1984. The 1983 constitution abolished the Westminster system in South Africa.
- Newfoundland between 1907 and 1934 when Newfoundland gave up self-government and reverted to direct rule from London.
- Rhodesia between 1965 and 1979, and Zimbabwe between 1980 and 1987. The 1987 constitution abolished the Westminster system.
- Nigeria following the end of British colonial rule in 1960, which resulted in the appointment of a Governor-General and then a President, Nnamdi Azikiwe. The system ended with the military coup of 1966.
- Ceylon between 1948 and 1972, and Sri Lanka from 1972 until 1978 when the constitution was remodelled into an Executive presidential system.
- Burma following independence in 1948 until the 1962 military coup d'état.
- Ghana between 1957 and 1960.
- Tanganyika between 1961 and 1962.
- Sierra Leone between 1961 and 1971.
- Uganda between 1962 and 1963
- Kenya between 1963 and 1964.
- Malawi between 1964 and 1966.
- The Gambia between 1965 and 1970.
- Guyana between 1966 and 1980.
- Fiji between 1970 and 1987.
- Nepal after Constituent Assembly Elections in 10 April 2008

## Exemple ficționale
- EarthGov, guvernul Alianței Pământului din Babylon 5

## Vezi și
- Bill of Rights 1689
- Glorious Revolution
- Petition of Right
- Istoria parlamentarismului
- Magna Carta
- Parlamentul Angliei
- Războiul civil englez
- Sistem parlamentar
- Sistem prezidențial